# Religie afroamerykańskie
Religie afroamerykańskie – grupa religii synkretycznych o wspólnych cechach, które powstały w środowisku afrykańskich niewolników w Ameryce Łacińskiej, Antylach oraz na południu USA. Zawierają elementy afrykańskich religii animistycznych oraz chrześcijaństwa (głównie katolicyzmu), a także w mniejszym stopniu: wierzeń indiańskich, spirytyzmu, spirytualizmu religijnego i islamu.
Ich główne cechy to: kult przodków oraz panteon bóstw o różnych funkcjach.
Od drugiej połowy XX wieku religie afroamerykańskie przeżywają gwałtowny rozwój, znajdując wyznawców we wszystkich warstwach społecznych i konkurując z katolicyzmem (w samej Brazylii liczba osób deklarujących się jako katolicy zmalała z 95% w 1980 r. do 75% w 1991 r. i ciągle maleje, większość z tych osób stała się otwarcie wyznawcami religii afroamerykańskich)
| Religie afroamerykańskie | Religie afroamerykańskie | Religie afroamerykańskie | Religie afroamerykańskie | Religie afroamerykańskie                                           |
| ------------------------ | ------------------------ | ------------------------ | ------------------------ | ------------------------------------------------------------------ |
| Religia                  | Powstała w               | Pochodzenie              | Istnieje także w         | Uwagi                                                              |
| Candomblé                | Brazylia                 | Wierzenia Jorubów        |                          | Elementy wierzeń z Beninu i Kongo Nazywana także: Batuque, Macumba |
| Umbanda                  | Brazylia                 | Wierzenia Jorubów        | Urugwaj                  | Elementy wierzeń indiańskich (Preto Velho, Cabolho)                |
| Quimbanda                | Brazylia                 | Wierzenia Jorubów        |                          | Kult duchów przodków, zwanych „exu”                                |
| Santeria                 | Kuba                     | Wierzenia Jorubów        | USA, Meksyk              | Silny wpływ katolicyzmu                                            |
| Regla de Arará           | Kuba                     | Wierzenia Beninu         |                          |                                                                    |
| Palo (Regla de Palo)     | Kuba                     | Kongo                    | Portoryko                | Nazywana także: Palo Mayombe, Regla de Congo, Palo Monte           |
| Voodoo                   | Haiti                    | Wierzenia Beninu         | USA                      |                                                                    |
| Obeah                    | Jamajka                  | Wierzenia Beninu         | Trynidad i Tobago        |                                                                    |
| Spiritual Baptist        | Trynidad i Tobago        | Wierzenia Jorubów        | Jamajka, USA             | Silny wpływ protestantyzmu                                         |
| Hoodoo                   | USA                      | Wierzenia Beninu         |                          | Głównie na południu USA                                            |